# Saba Mahmood
Saba Mahmood (3 de febrero de 1961 – 10 de marzo de 2018) fue una antropóloga estadounidense nacida en Quetta, Pakistán. Fue profesora de antropología en la Universidad de California, en Berkeley donde desarrolló la mayoría de sus trabajos académicos. En Berkeley también estuvo afiliada al  Centro de Estudios de Oriente Medio, al Instituto de Estudios Sur-Asiáticos, y al programa en Teoría Crítica. Su trabajo académico aportó a debates en antropología y teoría política, poniendo el foco en sociedades de mayoría Musulmana, de Oriente Medio y el Sur de Asia. Mahmood hizo contribuciones teóricas para replantear la relación entre la ética y la política, la religión y el secularismo, la libertad y la dominación, la razón y la personificación. Su obra estuvo Influenciada por la obra de Talal Asad. Mahmood escribió sobre cuestiones de género, religión, política, secularismo y sobre la relación entre Musulmanes y no-Musulmanes en Oriente Medio.

## Trayectoria
Mahmood nació en Quetta, en Pakistán, en 1962. Recibió su PhD en Antropología en la Universidad de Stanford en 1998. También hizo un máster en Ciencia Política, Arquitectura y Planificación Urbana, y, antes de entrar a la Universidad de Berkeley, en 2004, enseñó en la Universidad de Chicago.
Mahmood era profesora externa de la American Academy, de Berlín, del Centro de Estudios Avanzados en Ciencias del comportamiento, y de la Universidad de Leiden. Enseñó en la School of Criticism and Theory de la Universidad Cornell, en la Venice School of Human Rights y en el Institute of Global Law and Policy. También fue co-organizadora del Seminario de Verano en Teoría Crítica Experimental en el Instituto de investigaciones Humanas en la Universidad de California . Mahmood trabajó también en losconsejos editoriales de Representaciones, Anthropology Today, L'Homme, Estudios Comparativos del sur de Asia,  Africa, y el Oriente Medio, y del Journal of the American Academy of Religion.

## Contribuciones
El trabajo de Mahmood tuvo profundas implicaciones para el estudio filosófico y empírico de la soberanía, la subjetividad y la agencia femenina, lo que ha llevado a la academia a reconsiderar los enfoques dominantes del derecho y el estado moderno, particularmente con respecto a cómo los objetos y grupos religiosos son gobernados y definidos. Traspasando fronteras disciplinarias en las humanidades y las ciencias sociales, su trabajo ha formado indagaciones teóricas y etnográficas sobre la religión y la libertad en la modernidad, así como los legados del colonialismo, el capitalismo y el secularismo en los conflictos contemporáneos en el Medio Oriente .

## Muerte
Mahmood murió de cáncer de páncreas el 10 de marzo de 2018. En su nombre, el Departamento de Antropología de la Universidad de California, dijo: 
"Saba Mahmood fue una brillante estudiosa, querida compañera y profesora dedicada. Ella orientó sus alumnos con extraordinario cuidado e intensidad, exigiendo sus mejores trabajos: oyendo y respondiendo con una acentuada generosidad (...) Sus últimos meses, reafirmó los valores del conocimiento y de amor, dejando ahora un vibrante legado que se mantiene  y florece entre todos cuyas vidas fueron tocadas por su vida y obra..."

## Obras

### Libros
- Diferencias religiosas en una era secular: Un informe de la minoría. Princeton: Princeton University Press, 2015.
- ¿Es secular la crítica? Blasfemia, agravio y libertad de expresión. Con Talal Asad, Wendy Brown y Judith Butler. Fordham University Press, 2013. (Primera edición publicada por la Universidad de California, 2009).
- La Política de la Piedad: La Revitalización Islámica y el Sujeto Feminista. Princeton: Princeton University Press, 2012 (Primera edición: 2005).

### Edición de libros y revistas
- Política de Libertad Religiosa.  (Coeditado con Winifred Sullivan, Elizabeth Hurd, y Pedro Danchin). Chicago: University of Chicago Press, 2015.
- "La libertad religiosa y la política secular", Atlántico Sur Trimestrales (edición especial, con Pedro Danchin), 113(1), de 2014.
- "Contested Polities: Religious Disciplines and Structures of Modernity", Stanford Humanities Review (edición especial, con Nancy Reynolds) 5:1, 1995.

### Capítulos en libros
- "Introducción" (con W. Sullivan, Y. Hurd, y P. Danchin), en La política de libertad religiosa, Sullivan, Hurd, Mahmood y Danchin, eds. (University of Chicago Press, 2015).
- "Prefacio" (la sección del libro sobre "Libertad") en La política de libertad religiosa, Sullivan, Hurd, Mahmood y Danchin, eds.  (University of Chicago Press, 2015).
- "La Libertad religiosa de los Derechos de las minorías y geopolítica", en La política de libertad religiosa, Sullivan, Hurd, Mahmood y Danchin, eds.  (University of Chicago Press, 2015).
- "Sexualidad y secularismo", Gendering the Divide: Religion, the Secular, and the Politics of Sexual Difference Religión, Linell Cady y Tracy Fessenden, eds. (Columbia University Press, 2014).
- "Introducción" (con Wendy Brown y Judith Butler), Es secular la crítica? La blasfemia, la lesión y la libertad de expresión. Fordham University Press (nueva edición, 2013).
- "La ética y la piedad",  A Companion to Moral Anthropology, Didier Fassin, ed., Wiley-Blackwell, 2012.
- "Can Secularism be Other-wise?", Variedades del secularismo en una era secular, Michael Warner, Jonathan VanAntwerpen, y Craig Calhoun, eds., Harvard University Press, 2010.
- "El feminismo, la democracia y el Imperio: el Islam y la Guerra del Terror", Women Studies on the Edge, Joan W. Scott, ed. Duke University Press, 2009.
- "Feminismo y Derechos Humanos: Entrevista con Saba Mahmood", El Presente como Historia: Perspectivas Críticas sobre el Poder Global, Nermeen Sheikh, ed. Columbia University Press, 2008.
- "Agency, Performativity, and the Feminist Subject", Bodily Citations: Religionists Engage with Judith Butler, Ellen Armour, ed., Columbia University Press, 2006
- "La antropología y el estudio de las mujeres en las sociedades musulmanas  (entrada disciplinaria en la Antropología)", Encyclopedia of Women in Islamic Cultures, Suad José, ed. Brill Editores, 2003.